# Dubusia taeniata
Dubusia taeniata е вид птица от семейство Тангарови (Thraupidae), единствен представител на род Dubusia.

## Разпространение
Видът е разпространен в Боливия, Венецуела, Еквадор, Колумбия и Перу.